# Makhtar Diop
Pour les articles homonymes, voir Diop.
Ne doit pas être confondu avec Abdoulaye Makhtar Diop.
Makhtar Diop, né en juin 1960 à Dakar, est un économiste et un homme politique sénégalais, ayant exercé les fonctions de ministre de l'Économie et des Finances dans le second gouvernement de Moustapha Niasse, sous la présidence d'Abdoulaye Wade. Depuis mars 2021, il dirige la Société financière internationale (SFI), membre du Groupe de la Banque mondiale, principale institution de développement axée sur le secteur privé dans les pays émergents. De juillet 2018 à février 2021, il était vice-président de la Banque mondiale pour les Infrastructures. De 2012 à 2018, il a occupé le poste de vice-président de la Banque mondiale pour l’Afrique subsaharienne, devenant ainsi le premier Africain francophone à exercer cette fonction. Il y a supervisé des engagements d’un montant record de 70 milliards de dollars afin de répondre aux grands défis de développement du continent

## Biographie
Makhtar Diop a étudié l'économie au Royaume-Uni. Il détient un Master de l'université de Warwick et un MPhil de l'université de Nottingham ainsi qu'un diplôme en finance de l'ESLSCA (École Supérieure des sciences commerciales appliquées) à Paris. Il détient également un doctorat honorifique de l'Université d'Ottawa.
Makhtar Diop commence sa carrière comme analyste financier et fondé de pouvoir à l'Union sénégalaise de banques (USB).
Il a été conseiller technique au ministère de l'Économie et des Finances.
De 1997 à 2000, il est économiste au Fonds monétaire international.
D'avril 2000 à mai 2001, il est ministre de l'Économie et des Finances dans le second gouvernement de Moustapha Niasse. Il a présidé le Conseil des ministres de l'UEMOA. Il a été remplacé par Abdoulaye Diop. Durant son passage au ministère, il a initié d'importantes réformes telles que la restructuration de la Direction des douanes, l'informatisation des services du Trésor, réforme qui a permis au cours de cette année une augmentation très forte des recettes en dépit d'une baisse des tarifs extérieurs[réf. nécessaire]. Il a lancé le premier Sovereign Debt Credit Rating avec Standard and Poors et joué un important rôle dans la fusion du plan Omega et MRAP qui a donné naissance au NEPAD.
Depuis octobre 2001, il a exercé les fonctions suivantes à la Banque mondiale :
- Directeur des opérations à la Banque mondiale pour le compte du Kenya, de la Somalie et de l'Érythrée ;
- Directeur pour le secteur finances, secteur privé et infrastructures pour l'Amérique latine et les Caraïbes ;
- Directeur  des opérations et de la stratégie pour l'Amérique latine et les Caraïbes ;
- Directeur des opérations à la Banque mondiale pour le Brésil - 2009 à 2012 ;
- Vice-président de la Banque mondiale chargé de l'Afrique - 2012 à 2018 ;
- Vice-président de la Banque mondiale pour les Infrastructures - 2018 à 2021 ;
- directeur général et vice-président exécutif de la Société financière internationale (IFC) - depuis 2021 ;

## Prix et récompenses
- 2014 : sur la liste des 50 Africains les plus influents dressée par Jeune Afrique[6]
- 2015 : prix Regent Lectureship de l'université de Californie à Berkeley[7]
- 2017 : sur la liste des 100 Africains les plus influents dressée par New African[8]
- 2021 : décoré commandeur dans l'ordre national du Lion